# Gilbert Espinosa Chávez
Gilbert Espinosa Chávez (* 9. Mai 1932 in Ontario; † 15. März 2020 in San Diego) war ein US-amerikanischer Geistlicher und römisch-katholischer Weihbischof in San Diego.

## Leben
Gilbert Espinosa Chávez, Sohn mexikanischer Einwanderer, empfing am 19. März 1960 die Priesterweihe für das Bistum San Diego. Er war Gemeindepriester in San Bernardino und Lehrer für Latein, Spanisch und Algebra an katholischen Schulen. Zudem war Chávez vier Jahre als Kaplan in Gefängnissen tätig, wo er besonders mit Drogensüchtigen arbeitete. Besondere Popularität hatte er bei den Latinos.
Papst Paul VI. ernannte ihn am 9. April 1974 zum Weihbischof in San Diego und Titularbischof von Magarmel. Die Bischofsweihe spendete ihm der Bischof von San Diego, Leo Thomas Maher, am 21. Juni desselben Jahres; Mitkonsekratoren waren John Raphael Quinn, Bischof von Oklahoma City-Tulsa, und Patrick Fernández Flores, Weihbischof in San Antonio. Er war der zweite Geistliche lateinamerikanischer Herkunft, der in den Vereinigten Staaten in den Rang eines Bischofs aufstieg. Besondere Verdienste erwarb er sich in der Förderung der spanischsprachigen Seelsorge und der Ermutigung gläubiger Latinos, sich in der Kirche zu engagieren.
Am 1. Juni 2007 nahm Papst Benedikt XVI. seinen altersbedingten Rücktritt an.
Auch im Ruhestand blieb er bis kurz vor seinem Tod aktiv und nahm an allen großen Veranstaltungen des Bistums teil. So war er 2017 bei der Konsekration von Weihbischof John Dolan anwesend, den er als Achtklässler gefirmt hatte.